# Buxeuil (Vienne)

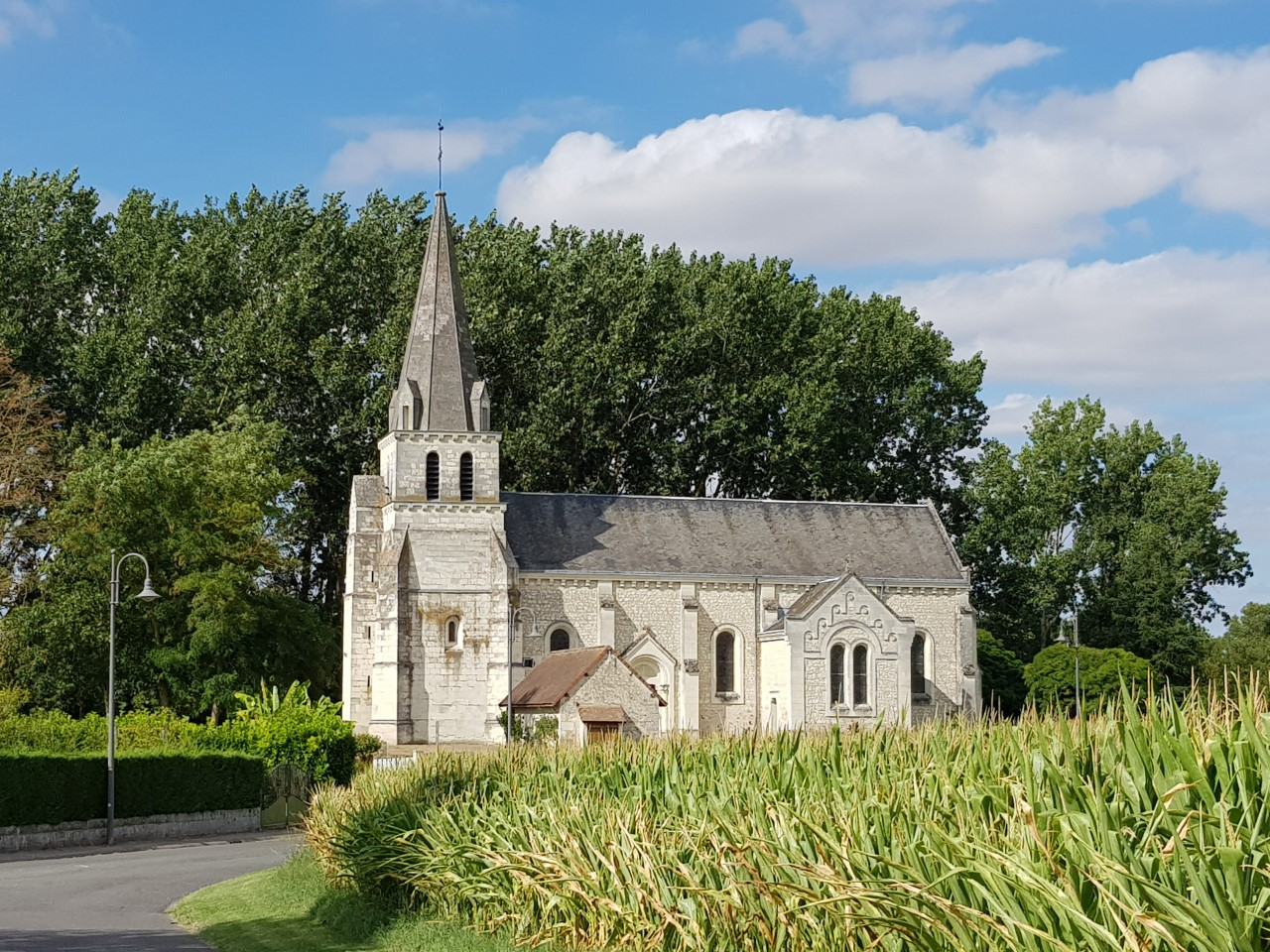
Die Kirche Saint-Pierre in Buxeuil.

Buxeuil ist eine französische Gemeinde mit 901 Einwohnern (Stand: 1. Januar 2022) im Département Vienne in der Region Nouvelle-Aquitaine; sie gehört zum Arrondissement Châtellerault und ist Teil des Kanton Châtellerault-2. Die Einwohner werden Buxeuillois genannt.

## Geographie
Buxeuil liegt etwa 19 Kilometer nordnordöstlich von Châtellerault am Fluss Creuse, der die östliche Gemeindegrenze bildet. Umgeben wird Buxeuil von den Nachbargemeinden Descartes im Norden und Osten, Abilly im Südosten, Saint-Rémy-sur-Creuse im Süden sowie Les Ormes im Westen.

## Bevölkerungsentwicklung
| 1962                       | 1968 | 1975 | 1982 | 1990 | 1999 | 2006 | 2018 |
| -------------------------- | ---- | ---- | ---- | ---- | ---- | ---- | ---- |
| 744                        | 677  | 765  | 847  | 896  | 900  | 925  | 925  |
| Quellen: Cassini und INSEE |      |      |      |      |      |      |      |

## Sehenswürdigkeiten
- Schloss La Roche-Amenon aus dem 18. Jahrhundert, seit 2004 Monument historique

Siehe auch: Liste der Monuments historiques in Buxeuil (Vienne)

## Persönlichkeiten
- Renée Moreau (1919–2021), Résistance-Kämpferin